# 中間英明
中間 英明（なかま ひであき、1965年2月11日 - ）は、ネオクラシカルメタルを得意とするギタリスト。

## 来歴
1988年、ハリー・スキュアリーのギタリストとしてデビュー。
1989年、ハリー・スキュアリー解散。二井原実バンドにギタリストとしてツアーに参加。ソロアルバム『Point Of No Return』リリース。
1990年、ANTHEMに加入。
1991年、ANTHEM脱退。EMERALD FOREST結成。
1995年、渡米。「Hell'n'Back」結成。
2005年3月、『Demo'n Supremacy』リリース。7月ANTHEMツアーの東京公演のみゲスト参加。12月7日、『Sacred Wind』リリース。
2008年より、kenのソロプロジェクトに参加。2009年・2010年、kenのツアーに参加。
2010年、中間英明・島紀史の2バンドによるDOUBLE AXEMAN TOUR開催（中間英明 Gt・金子聡司 Vo・満園庄太郎 Ba・増田隆宣 key）

## HELL 'N' BACKメンバー
- Hideaki Nakama（中間英明、ギター）
- Dan Bryant（ダン・ブライアント、ボーカル）
- Jimmy Wells（ジミー・ウェルズ、ベース）
- Jim Ward（ジム・ワード、ドラム）
- Robert Anthony（ロバート・アンソニー、キーボード）

## プレイスタイル
ハリー・スキュアリー結成当時はアメリカン・ロックに洗礼されたプレイをしていたそうだが、イングヴェイ・マルムスティーンのアルバムとの出会いをきっかけにネオクラシカル系ギタリストへと変化していく。元々マイケル・シェンカーやリッチー・ブラックモアの影響も受けていたそうで、それらを混ぜ合わせたようなメロディアスな速弾きを披露することが多い。
使用機材はデビュー当時はスクワイアのストラトキャスターだったが、現在は72年製のフェンダー・ストラトキャスターを使用している。アンプはヴィンテージのマーシャルを使用しており、ANTHEM歴代ギタリストで一番大音量で演奏していた。
エフェクターに関しては、マクソンのオーバードライブをブースターとして使うことが多く、他のエフェクターに関しては、ディレイをセットしている。

## 作品
HURRY SCUARY
Break It Up（DANGER CRUE RECORDS,DCCA-37）
ソロアルバム
Point Of No Return（DANGER CRUE RECORDS,DCCA-36）
HELL 'N' BACK
Demo'n Supremacy（DANGER CRUE RECORDS,DCCA-35）
Sacred Wind（DANGER CRUE RECORDS,DCCA-43）
その他
映画『ふうせん』サウンドトラック「SHOOT THE GUITARIST」
LAST BATTLE